# 털노랑어깨박쥐
털노랑어깨박쥐(영어: Sturnira erythromos)는 주걱박쥐과(신세계잎코박쥐과)에 속하는 박쥐의 일종이다. 남아메리카에서 발견된다. 알려진 아종은 없다.

## 특징
털노랑어깨박쥐는 작은 박쥐로 전체 몸길이가 평균 5.5cm이고 몸무게는 16g 정도이다. 몸은 부드럽고 진한 갈색 털로 덮여 있으며, 날개는 거의 검은색이다. 이름에도 불구하고 단지 일부 개체만이 어깨에 노랑 털을 갖고 있으며 몸 나머지 부분도 보통 같은 색을 띤다. 주둥이는 짧고 털이 거의 없으며, 두개골이 둥글고 이마에는 진한 털 반점이 있다.